# Georg Luger
Georg Luger (Steinach am Brenner, 6 marzo 1849 – Fichtenau, 22 dicembre 1923) è stato un inventore, imprenditore e ingegnere austriaco, ex ufficiale militare e armaiolo famoso per aver ideato e sviluppato la Parabellum-Pistole, in tutte le varie versioni, ed entrambe le cartucce, la 7,65 mm (su cui basò la pistola) e la 9 mm Parabellum, ideate per la pistola stessa.

## Biografia
Georg Johann Luger ebbe come padre il Dr. Bartholomaeus von Luger, chirurgo che si trasferì a Padova (allora parte dell'Impero austro-ungarico), appena nato Georg, per svolgere la docenza all'Università di Padova. Quindi, Georg imparò l'italiano come seconda lingua madre, fece le scuole dell'obbligo e il ginnasio nella città patavina e dopo la maturità ritornò in Austria con la famiglia per studiare alla Wiener Handelsakademie. A 18 anni, nel 1867, diventò ufficiale di riserva e svolse 1 anno di servizio volontario, presso il 78º Reggimento di fanteria austriaco.

## Carriera militare
Il 1º giugno 1868, per i suoi buoni risultati nella scherma, nel nuoto, nella telegrafia e nell'istruzione, fu ammesso tra le nuove reclute per caporale cadetto, e dal 1º ottobre tra quelle per ufficiale cadetto. Luger era un eccellente tiratore e diede prova della sua abilità molte volte alla Scuola regia e imperiale di tiro a Bruckneudorf, dove fu ripetutamente impiegato come istruttore. Qui cominciò anche il suo interesse scientifico per la tecnica delle armi. E dopo 4 anni di servizio nel vecchio esercito, nel dicembre 1871 Luger terminò la sua carriera militare, con il grado di tenente della riserva, ruolo nel quale ogni due anni seguenti svolse le prescritte esercitazioni dei riservisti. 

## Carriera civile
Dopo il suo periodo militare Luger lavorò a Vienna dapprima come impiegato di banca, e poi alla direzione del Jockey Club, un circolo dell'alta nobiltà.
Nel 1873 sposò Elisabeth Josepha Dufek, dal quale matrimonio nacquero tre figli:
- Georg Franz, che divenne in seguito ingegnere.
- Julius Wilhelm Bartholomaeus, che nacque il 16 marzo 1880 e cadde nel 1915 come tenente nella Prima guerra mondiale.
- Friedrich Alexander Georg, che nacque il 26 aprile 1884.

## Tecnico d'Armi
Alla fine degli anni 1880 (è probabile che), Georg von Luger fece conoscenza con l'inventore d'armi austriaco Ferdinand Ritter von Mannlicher, e che alla fine lo reclutò nel 1891 alla Waffenfabrik Ludw. Loewe & Co. (azienda tedesca operante nel settore dell'ingegneria meccanica, dell'industria degli armamenti e dell'industria elettrica, con sede a Berlino dal 1861, che nel 1897 diventò la Deutsche Waffen- und Munitionsfabriken o DWM), come Ingegnere tecnico d'armi e relatore commerciale, soprattutto per l'estero, per la sua conoscenza delle lingue e la sua sicurezza di uomo di mondo. Parte del primo lavoro di Luger fu quello di importare nel mercato italiano, il fucile Mannlicher M1888 e nel frattempo dedicarsi alla sua vera inclinazione, lo sviluppo delle armi. Luger fu più che un dipendente della DWM, da qualche parte si legge anche una specie di socio che riceveva un ottimo stipendio, era tenuto in altissima considerazione per ciò che riguardava le armi, poteva brevettare le sue invenzioni a spese dell'azienda e tutte le spese di viaggio erano coperte senza problemi. Non avendo un orario fisso, era più un socio ad alto stipendio e contratto a lungo termine.
Nel novembre 1894, un viaggio di conferenze e presentazioni per la pubblicizzazione di un nuovo prodotto, lo portò, attraverso Svizzera, Germania e Belgio, fino negli Stati Uniti d'America, dove presentò la pistola Borchardt C93, anche alla marina statunitense. I risultati di vendita però furono fiacchi, perché la C93 fu criticata da molte parti, come troppo grossa, troppo pesante e mal bilanciata. Interpretando così i desideri dei clienti, una volta giunto a Berlino, Luger perfezionò la C93 (provò a farlo). Ma dopo le prove di carico e di calore e i rifiuti di Hugo Borchardt ad accettare qualsiasi cambiamento o modifica, gli fu chiaro che doveva definire un concetto completamente nuovo, una nuova pistola con una nuova cartuccia, mantenendo lo stesso sistema di otturatore a ginocchiello, che poi è divenuto leggendario nella nuova pistola semi-automatica, la Luger Parabellum (Selbstade-pistole, system "Borchardt-Luger" ).
Nella DWM venne assorbita anche la Waffenfabrik Mauser AG con sede a Berlino (e indirizzo telegrafico "Parabellum"). Sulla C93 e la Borchardt-Luger, pendevano 36 brevetti imperiali tedeschi e brevetti aggiuntivi dal 1893 al 1922. Di questi, 12 riguardo alla Pistola Parabellum e sue versioni precedenti. I brevetti furono emessi in Austria-Ungheria, Svizzera, Belgio, Norvegia, Francia, Italia, Spagna e Inghilterra, ma anche in USA. I brevetti in Germania sono stati particolari brevetti per motivi giuridici, per proteggere anche l'uso di alcuni pezzi, ad esempio quando sono installati in un fucile autocaricante. D'altra parte, il brevetto americano n. 75 414 del 1 marzo 1904, con 7 pagine e mezzo di testo e 10 pagine di disegni comprensivi di diagrammi, fu un cosiddetto brevetto globale, cioè riguardo a tutta la pistola.

## La pistola Luger

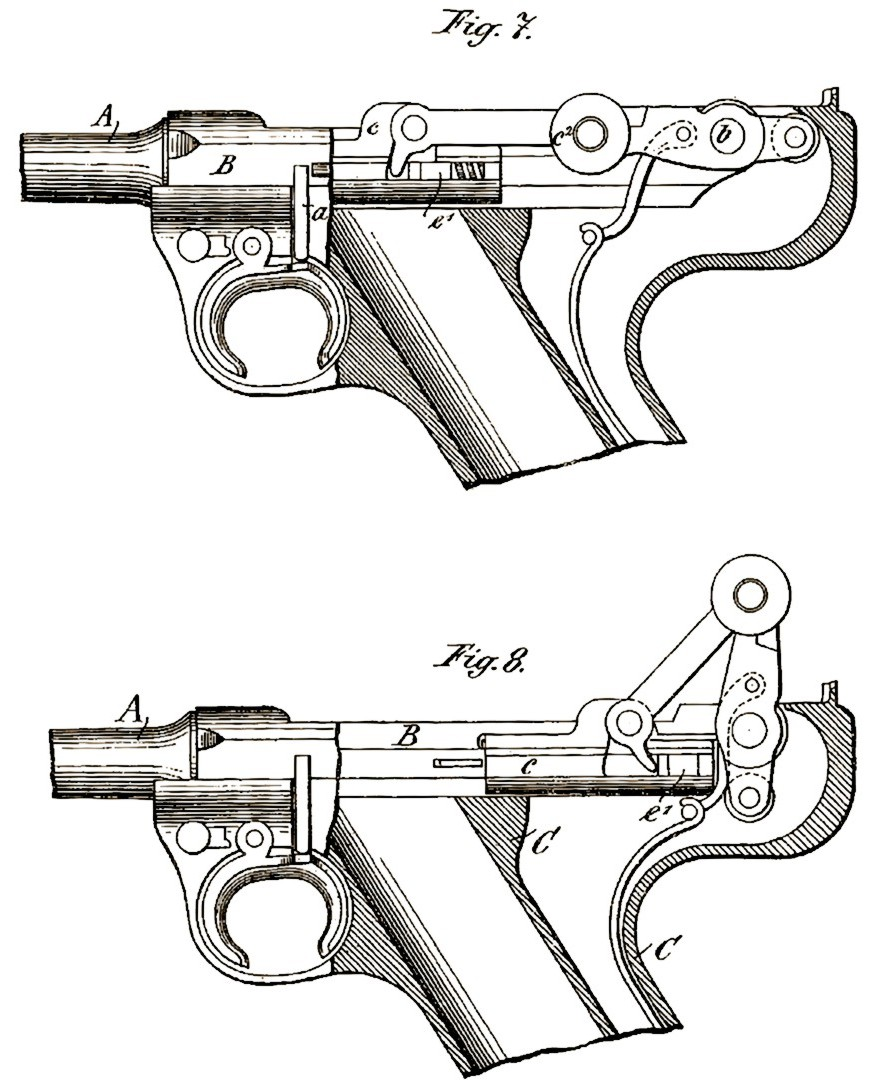
Borchardt-Luger 1898

L'arma completamente innovativa, ideata da Luger nel 1897 e brevettata nel 1898 in svizzera come Selbstlade-pistole system "Borchardt-Luger" , fu inizialmente respinta dalle grandi potenze militari, in parte per motivi di costi e in parte perché giudicata un po' troppo complessa per l'uso sul campo. Ma nel 1900 arrivò l'affermazione, con l'esercito svizzero che fu il primo a commissionare e adottare il progetto di Luger, precisamente la pistola "Modello 1900". 

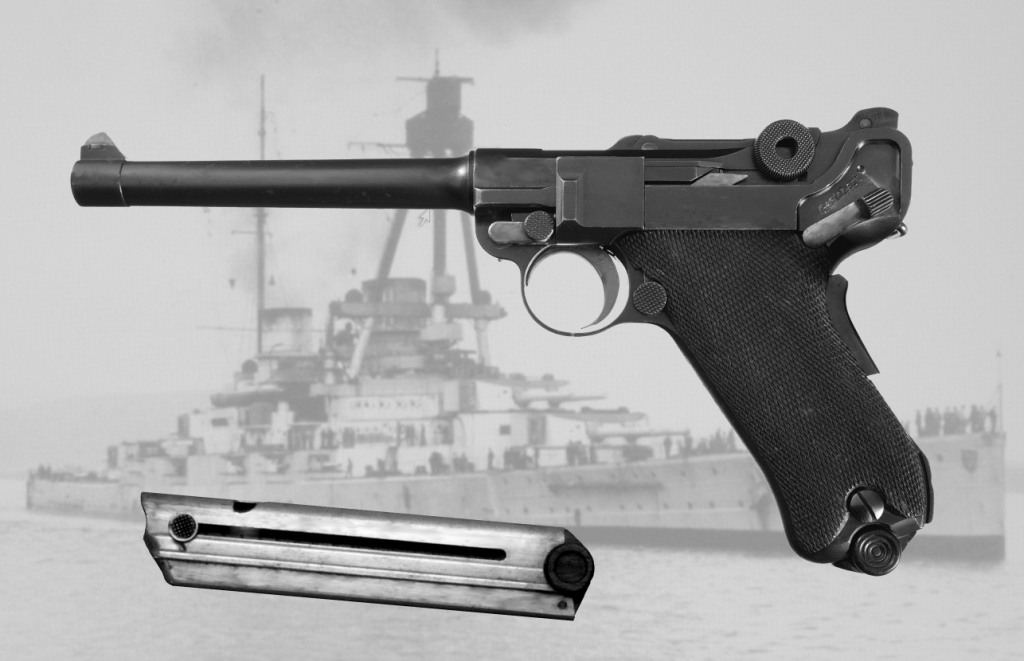
Navy Luger con canna da 6" e cal. 9 mm

A questa seguono una serie di versioni migliorate e/o formate su richiesta dei committenti, tra cui la Modell 1902, camerata con le nuove cartucce 9 mm Parabellum (future, 9 x 19 mm NATO), la Modell 1904 (detta anche "Navy Luger") ideata per la marina imperiale tedesca, che era dotata di un generoso budget e volle l'arma con una canna da 15 cm (6") in cal. 9 mm; poi fu la Modell 1906 (detta anche Neues Modell ) derivata dai molti cambiamenti fatti già sulla P04 e che fu famosa per impiegare la molla di armamento elicoidale, mantenuta anche nella versione "definitiva" per l'esercito imperiale tedesco, la Modell 1908 e da tutti i vari modelli (anche quelli precedenti) prodotti dal 1906 in poi. A quel punto, la pistola era ormai nota come "Luger-pistole" negli States e "Parabellum-pistole" in Europa. 

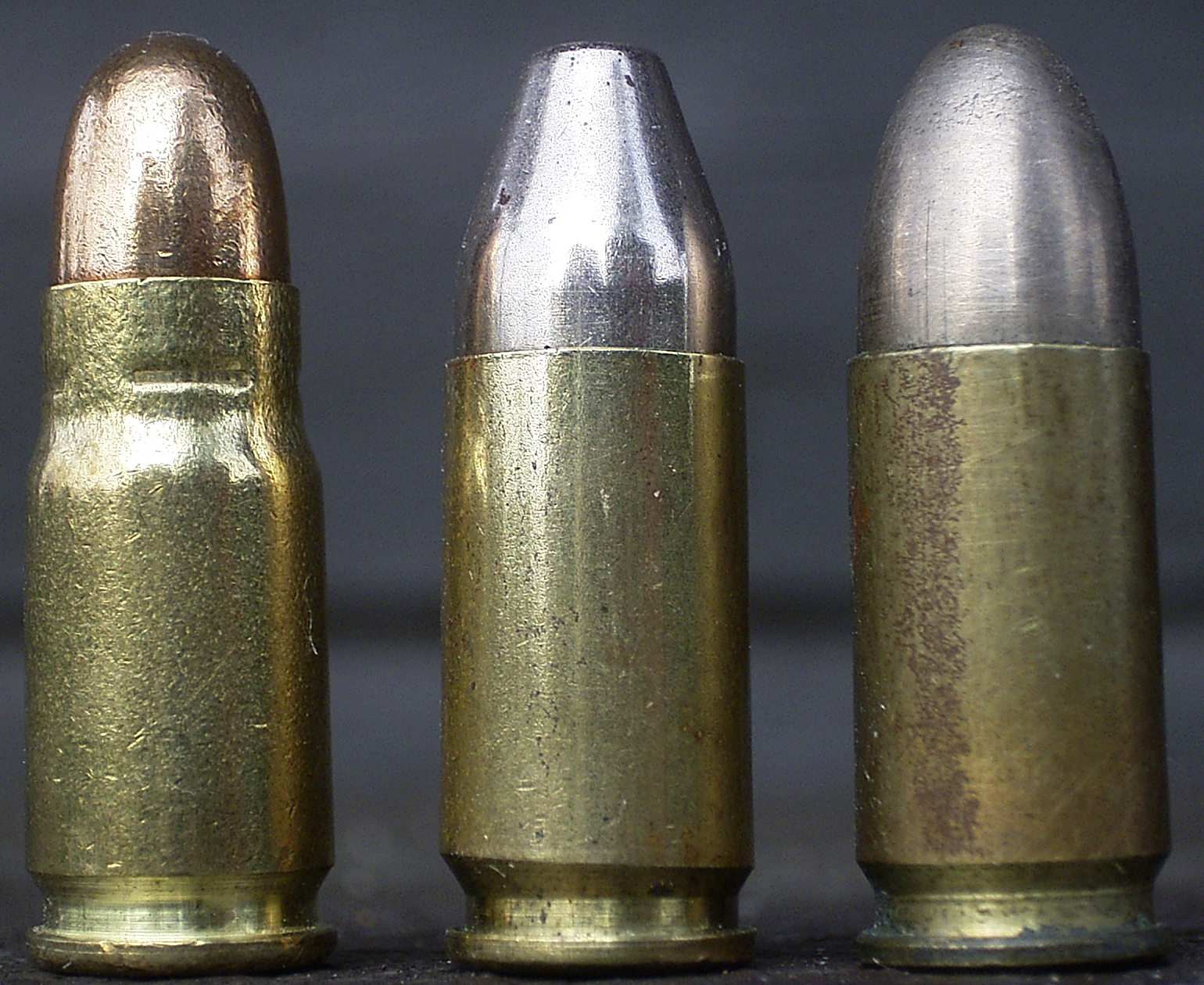
7,65 vs 9 mm 1ª e 2ª serie

La Prima guerra mondiale portò la produzione di massa e un'ampia diffusione della pistola Luger Parabellum, tanto da determinare sia la fama mondiale dell'arma, che quella della cartuccia "Patrone 08" a carica extraforte e testa tronco-conica (oggi con palla ad ogiva), costruita appositamente per recare maggior danno ai tessuti molli. 

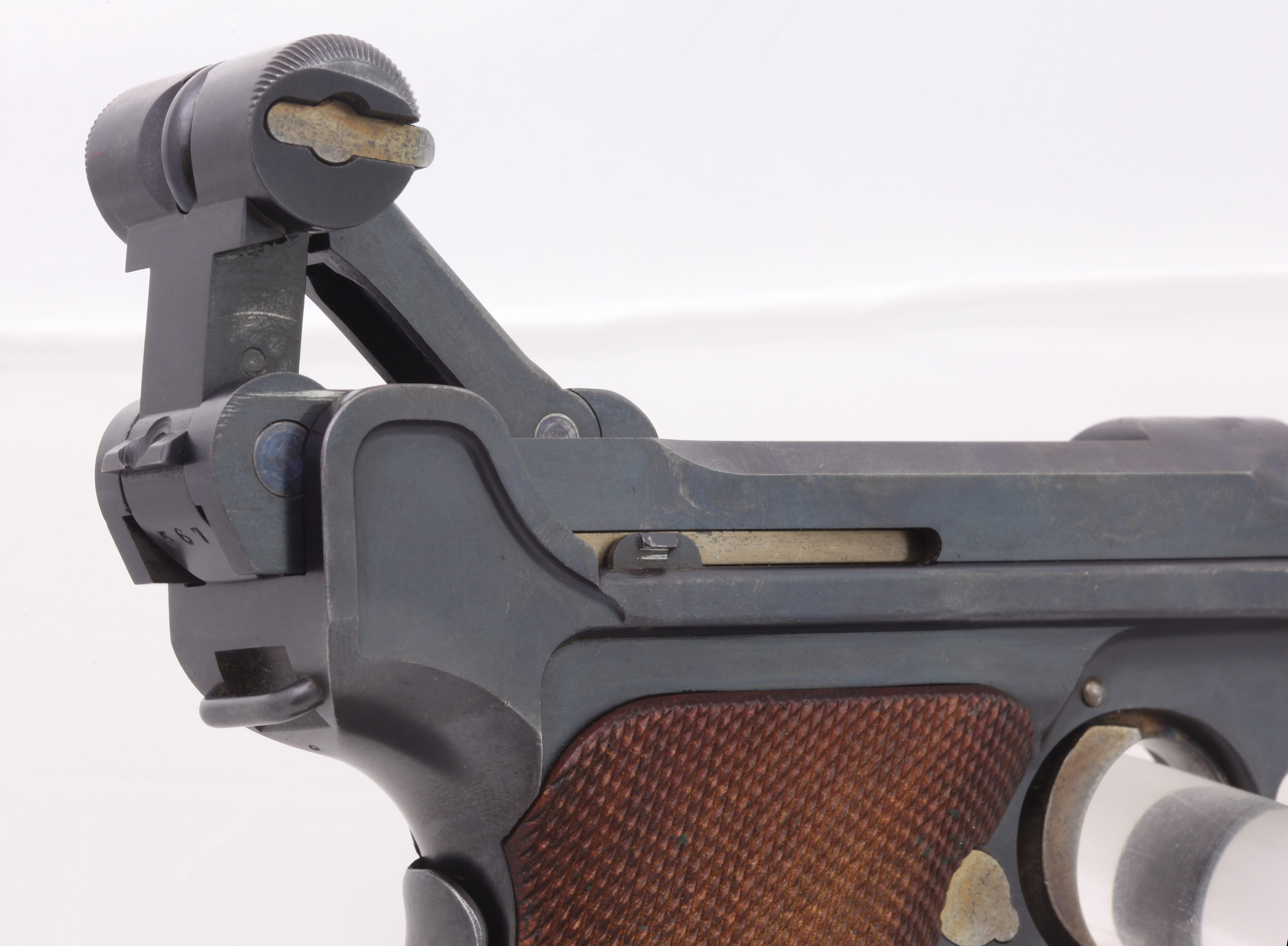
Ginocchiello della Luger

Va ricordato che la 9 mm Parabellum è stata ed è ancora la cartuccia più usata nella storia mondiale delle pistole autocaricanti dal 1900. E che il nome "Luger" è e resterà da allora legato inseparabilmente alle munizioni Parabellum, come alla pistola. Il tipico aspetto dell'arma, condizionato dal ginocchiello e dall'impugnatura molto ergonomica, la aiutò ad ottenere un alto grado di riconoscibilità, che rese il nome "Luger" noto anche a livello internazionale, tanto che negli stati uniti è un nome frequentemente utilizzato come sinonimo di "pistola" in generale (similmente al nome "Colt", attribuito a tutte le rivoltelle, indipendentemente dall'effettivo fabbricante).
Durante la prima guerra mondiale, in concorrenza con la Mauser C96, Luger sviluppò una versione di pistola-mitragliatrice nota anche come "Luger veloce", basandosi sul modello LP08 artiglieria, con una canna da 21 cm e con lo stesso caricatore "a tamburo" da 32 colpi; ma con scarsi effetti di vendita per entrambe le pistole in concorrenza, in quanto troppo veloci a scaricare i pochi colpi dei magazzini. 
Dopo la Prima Guerra mondiale, perduta, venne meno anche il gigantesco patrimonio di Luger perché, come quasi tutti gli investitori dell'epoca, egli aveva investito nei prestiti di guerra, apparentemente sicuri e redditizi, che erano ormai privi di valore. Tuttavia, i figli hanno poi ereditato molti degli investimenti fatti dal padre sulle ferrovie statali austriache e tedesche, oltre ai diritti di brevetti piuttosto fruttuosi in vari altri paesi. 
Nel 1919 la DWM volle sbarazzarsi del geniale, ma scomodo ingegnere ed impadronirsi chiaramente dei suoi brevetti. Fu così licenziato senza preavviso e chiuso fuori dai suoi laboratori. Seguì una marea di azioni legali e di processi, che nel 1922 fu decisa a favore di Georg Luger, che però morì il 22 dicembre 1923.

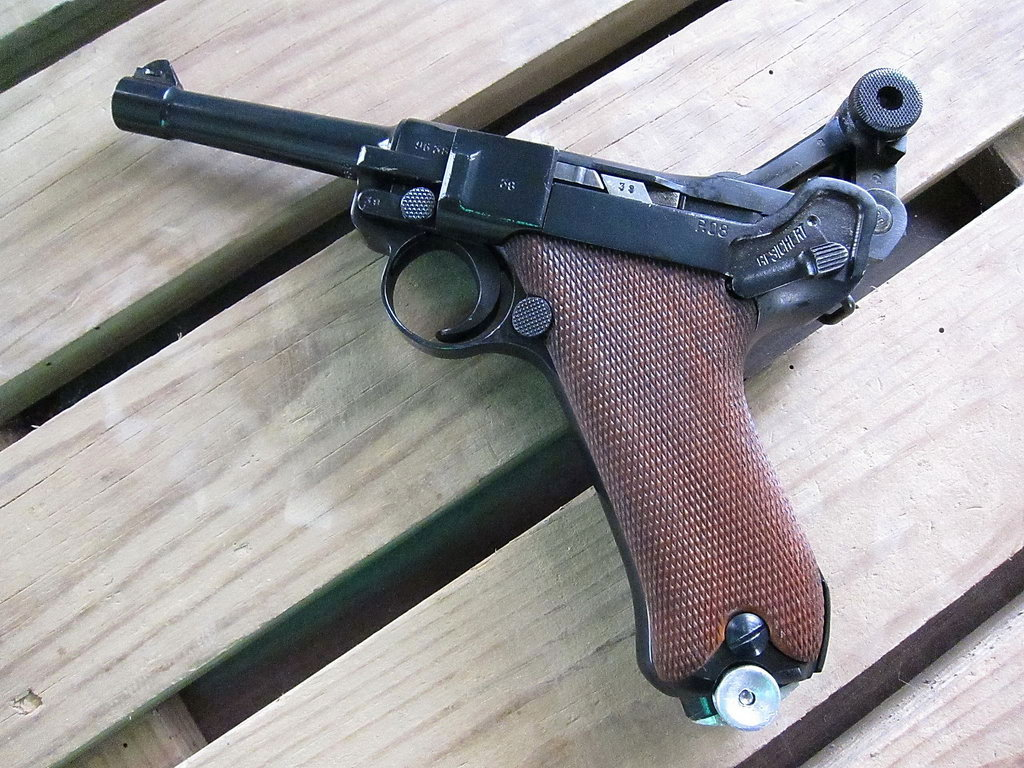
Luger P.08 del 1941

Successivamente, nel 1929 la DWM chiuse e la produzione della Luger Parabellum passò a vari protagonisti dell'epoca, tra cui la Mauser AG e la P08 (versione ultima) fu adottata anche dalle forze armate tedesche del Reich, già prima, e poi durante, la Seconda guerra mondiale.
In quel periodo, anche se affiancata dai modelli PPK e P38 della Walther, la P08 rappresentò l'arma corta di ordinanza più importante della Wehrmacht. 
Dopo la Seconda guerra mondiale la P08 fu utilizzata anche dalle forze armate della Repubblica Democratica Tedesca, della Repubblica d'Austria e da numerosi altri paesi.